# Batracomorphus punctilligerus
Batracomorphus punctilligerus är en insektsart som beskrevs av Anufriev 1981. Batracomorphus punctilligerus ingår i släktet Batracomorphus och familjen dvärgstritar. Inga underarter finns listade i Catalogue of Life.